# Delosperma knox-daviesii
Delosperma knox-daviesii là một loài thực vật có hoa trong họ Phiên hạnh. Loài này được Lavis mô tả khoa học đầu tiên năm 1966.